# Kara Kohler
Kara Kohler (ur. 20 stycznia 1991 r.) – amerykańska wioślarka, brązowa medalistka Letnich Igrzysk Olimpijskich 2012, mistrzyni świata.

## Igrzyska olimpijskie
W 2012 roku na igrzyskach olimpijskich w Londynie wzięła udział w rywalizacji czwórek podwójnych. Finał zakończyła na trzeciej pozycji, zdobywając brązowy medal. W składzie osady znalazły się także Natalie Dell, Megan Kalmoe i Adrienne Martelli.